# Hoplocyrtoma
Hoplocyrtoma is een geslacht van insecten uit de familie van de dansvliegen (Empididae), die tot de orde tweevleugeligen (Diptera) behoort.

## Soorten
- H. femorata (Loew, 1864)
- H. procera (Loew, 1864)